# Мидорикава, Юки
Юки Мидорикава (яп. 緑川ゆき Мидорикава Юки, род. 23 мая 1976, префектура Кумамото, Япония) — японская мангака. Она прежде всего известна сёдзё-мангой в журналах LaLa и LaLa DX, которые выпускаются издательством Hakusensha.
Мидорикава стала серьезно заниматься карьерой мангаки, начиная со средней школы. Её самая успешная работа — это «Тетрадь дружбы Нацумэ». Было продано более 5 миллионов экземпляров её томов. Кроме того, эта манга была экранизирована. Экранизация включает в себя шесть сезонов, вышедших в 2008, 2009, 2011, 2012, 2016 и 2017 годах, а также полнометражный фильм.
Другая её манга «В лес, где мерцают светлячки» была экранизирована в 2011 году.

## Список работ
- Coffee Hirari (яп. 珈琲ひらり Ко:хи: хирари) (1998)
- Akaku Saku Koe (яп. あかく咲く声) (1998—2000)
- Hana Oi Bito (яп. 花追い人) (2001)
- Atsui Hibi (яп. アツイヒビ) (2001)
- «В лес, где мерцают светлячки» (яп. 蛍火の杜へ Хотаруби но мори э) (2002)
- Hi-iro no Isu (яп. 緋色の椅子) (2002—2004)
- «Тетрадь дружбы Нацумэ» (яп. 夏目友人帳 нацумэ ю:дзинтё:) (2003, 2005–наст. время)